# Неолитно селище край Оходен
Неолитното селище край с. Оходен датира от VI хилядолетие пр.н.е. и е сред най-ранните човешки селища, открити в Европа. Намира се в местността „Валога“ (или („Долната лъка“) край врачанското село Оходен. Проучването се извършва от учени от Регионалния исторически музей във Враца от 2002 г., като разкопките се водят от археолога Георги Ганецовски, който публикува съшествена част от находките.
Открити са останки от древен храм на плодородието, основи на жилищни постройки, некропол и различни материални следи.
Свещеният комплекс се е намирал в центъра на праисторическо селище, а в некропола към него са открити древни човешки скелети на около 8 хил. години. Според археолозите светилището е уникално и няма друг известен аналог в България. Анализът на откритите артефакти говори, че селището спада към ранно-неолитната култура Градешница-Кърча, развивала се в район, заключен между Янтра и Тимок на юг от Дунав и Олтения в Югозападна Румъния.
През 2016 г. са открити артефакти от обсидиан, произлизащ от находища в Унгария и Армения. Значението на продължаващите нови открития е, че Балканският полуостров се превръща в център на праисторическа цивилизация, която започва разселване из земите на цяла Европа.

## Светилище
През 2011 г. при продължаващите археологически проучвания на района е открит древен олтар, украсен с огромни трофейни еленови рога. Светилището е разположено на около 2 метра от ритуално положения скелет на мъж, открит в разкопките през 2010 г. Вероятно то е прославяло ловните му подвизи. Еленът е сред най-силните символи на мъжкото начало и на плодородието.
Чрез наблюдения на небесното светило тук праисторическите хора вероятно се ориентирали кога е най-подходящото време за засяване и прибиране на реколтата. Възможно е да са принасяли и дарове за плодородие.
Подът на праисторическата постройка е бил застлан с паваж. Камъните на земята имат П-образна форма, насочена на изток към слънчевия изгрев. Тук са открити и десетки глинени и каменни дискове, които в семантиката на ранните земеделци символизират слънчевия диск. Този факт подкрепя твърдението на археолозите, че вероятно това е един от най-ранните храмове, посветени на Слънцето, което е обожествявано от древните хора. Находката е без аналог в света и има огромно значение като символика на соларния култ и плодородието, като разкрива ключови моменти от раждането на религията.

## Погребения
През 2004 г. е открит първият гроб на вероятен жител на селището. Скелетът е на жена и първоначално на шега е наречен с името „Тодорка“. Днес Тодорка е експонат в Историческия музей в гр. Враца и представлява първата открита в България жена носител на производяща икономика. При по-късни разкопки са открити още 3 погребения, като последният скелет е на мъж. Около него са поднесени гробни дарове – глинен съд и дълъг кремъчен нож, поставени при тилната част на главата. Съдейки по керамичния съд, находката може да се отнесе към 6-о хилядолетие преди Христа.

## Жилища
Още при първоначалните разкопки са открити останки от жилища. Открити са въглени, мазилки, опалени
камъни и пепел. Това говори за наличието на огнище. Разкрити са няколко дупки от колони с диаметри до 0,45 m разположени в централната част на структурата с отпечатъци от цепени греди и плет. Това е доказателство, че наземната част на жилището и покривът му са били масивни.